# Cadenberge
Cadenberge är en kommun och ort i Landkreis Cuxhaven i förbundslandet Niedersachsen i Tyskland. Den tidigare kommunen Geversdorf uppgick i Cadenberge 1 november 2016.
Kommunen ingår i kommunalförbundet Samtgemeinde Land Hadeln tillsammans med ytterligare 13 kommuner.